# Щецинський університет
Щецинський університет (пол. Uniwersytet Szczeciński) — державний вищий навчальний заклад Польщі, розташований у місті Щецині, на північному заході країни. Офіційно заснований 21 липня 1984 року, відкритий 1 жовтня 1985 року. Університет має 13 факультетів, більше 22 тис. студентів та бл. 1200 викладачів. Ректор — Вальдемар Тарчинський.

## Історія
Створення університету в Щецині обговорювалося протягом кількох десятиліть після Другої світової війни, втім неодноразово відкладалось. Представники польської інтелігенції своїми численними публікаціями та промовами на конференціях відзначали, що створення університету в Щецині є необхідною умовою для розвитку польської науки та культури в північно-західних регіонах країни, які ще донедавна були частиною Пруссії і де домінувала німецька культура. Та пропоновані ідеї не знайшли своєї реалізації через брак кваліфікованих спеціалістів, та поступились місцем більш прагматичним та нагальним потребам економіки. Тому перші навчальні заклади, що надавали вищу освіту в Щецині, готували економістів, інженерів і лікарів.
1 грудня 1946 року була відкрита Школа інженерів в Щецині (пол. Szkoła Inżynierska w Szczecinie), яка в майбутньому разом з відкритою в цьому ж місті Економічною школою (пол. Szkoła Ekonomiczna w Szczecinie) стали основою утвореного 1 вересня 1955 року факультету інженерії та економіки транспорту (пол. Wydział Inżynieryjno-Ekonomiczny Transportu). 3 вересня того ж року в рамках організаційних змін в польських технічних навчальних закладах Школа інженерів за рішенням Ради Міністрів Польщі стала Щецинською Політехнікою (пол. Politechnika Szczecińska). У жовтні того ж 1946 року у Щецині була створена Комерційна академія (пол. Akademia Handlowa). Та все ж створені в той час навчальні заклади пропонували не тільки програму навчання за професійними дисциплінами, вони включали також гуманітарні предмети та вивчення іноземних мов, завдяки чому вдалось забезпечити високу якість освіти та втримати за Щецином роль місцевого культурного центра у післявоєнні роки.
Та вже до середини 1950-х років почав зростати дефіцит висококваліфікованих кадрів у невиробничій сфері, передусім освітній, культурній та адміністративно-правовій, на освітньому ринку був помітний брак пропозиції за цими напрямками. З'явилася загроза відтоку студентів до інших основних академічних центрів, що могло б означати розрив їх зв'язків з цим регіоном в цілому. Одним з заходів з підтримання привабливості місцевої освіти стало відкриття у Щецині у 1955 році філії Познанського університету. Проте це не могло задовольнити зростаючий попит на фахівців з академічною освітою, тим паче що зростали і амбіції місцевої молоді, яка хотіла саме денної форми навчання, щоб бути цілком залученою до навчального процесу і студентського життя, бо саме така форма навчання забезпечувала можливість отримання найкращої освіти.
Важливим кроком розвитку місцевої освіти стало створення у 1973 році Вищої педагогічної школи в Щецині (пол. Wyższa Szkoła Pedagogiczna w Szczecinie), яка в подальшому стала однією з основ майбутнього Щецинського університету. Вже на початку 1980-х у ній працювало більше 200 викладачів, у тому числі більше 30 професорів і доцентів. Другою основою майбутнього університету став факультет інженерії та економіки транспорту, що діяв в складі Щецинської Політехніки. Цей факультет з 1965 року мав повні академічні права, тобто мав право на присвоєння наукового звання габілітованого доктора, і неофіційно розглядався як невеликий незалежний вищий навчальний заклад зі своїм професорсько-викладацьким складом, що включав 30 професорів і доцентів, а також великою кількістю студентів. Тож ідея створення університету на базі об’єднання цих двох вищих шкіл народилась цілком природно: наявні академічні кадри гарантували якість університетської освіти та наукових досліджень, і тому це давало змогу обійтися без залучення підтримки з боку інших академічних центрів.
Офіційно університет утворений 21 липня 1984 року підписанням документу про злиття факультету інженерії та економіки транспорту Щецинської Політехніки та Щецинської вищої педагогічної школи. Перший навчальний рік в університеті розпочався урочистим відкриттям новоствореного навчального закладу 1 жовтня 1985 року. Перший набір 1985/86 навчального року склав 5 435 студентів, з яких 3 504 — на денну форму навчання. Першим ректором став Казимеж Яскот (пол. Kazimierz Jaskot) (1985–1989). З часу відкриття університет розвивався швидкими темпами і вже у 1994/95 навчальному році  кількість студентів склала 16 921 (у тому числі 8 321 студент денної форми навчання), тобто загальна їх кількість зросла у 3 рази. Сьогодні це найбільший вищий навчальний заклад Західнопоморського воєводства.

## Міжнародне співробітництво
Перший договір про співпрацю із закордонним університетом був підписаний у 1985 році. Це був Університет ім. Ернста Моріца Арндта у Грайфсвальді (Німеччина). На даний час Щецинський університет підписав двосторонні угоди з 40 університетами та науково-дослідними установами. З  1998 року університет бере активну участь у програмі Еразмус, в рамках якої його партнерами на сьогодні є понад 130 вишів з 26 країн, в тому числі Бельгії, Чехії, Данії, Фінляндії, Франції, Греції, Іспанії, Нідерландів, Латвії, Німеччини, Португалії, Словаччини, Швеції, Туреччини, Італії та Великої Британії. В середньому близько 150 студентів університету на рік проходять семестрову або річну програму навчання в університетах-партнерах. В самому Щецинському університеті щорічно у рамках програми обміну приймають близько 50 іноземних студентів. Також щорічно близько 45 викладачів навчального закладу працюють у закордонних університетах. Відповідно до угоди про співпрацю з Гуандунським університетом іноземних мов та зовнішньої торгівлі (англ. Guangdong University of Foreign Studies) у 2010/11 навчальному році до Щецинського університету з Китаю приїхали 12 студентів і один викладач. Студентів з Китаю приймали і в наступних навчальних роках. Університет також реалізує проект зі стажування випускників на німецькому ринку праці, який фінансується в рамках програми Леонардо да Вінчі, і який надасть деяким з них можливість отримувати досвід роботи в Німеччині.

## Факультети
Університет має 10 факультетів в Щецині та 3 віддалених, в інших містах: Яроцині, Валчі та Ґожув-Велькопольському.
- Гуманітарний факультет (пол. Wydział Humanistyczny)
- Філологічний факультет (пол. Wydział Filologiczny)
- Факультет економічних наук та менеджменту (пол. Wydział Nauk Ekonomicznych i Zarządzania)
- Факультет менеджменту та економіки послуг (пол. Wydział Zarządzania i Ekonomiki Usług)
- Факультет біології (пол. Wydział Biologii)
- Факультет наук про Землю (пол. Wydział Nauk o Ziemi)
- Математико-фізичний факультет (пол. Wydział Matematyczno-Fizyczny)
- Теологічний факультет (пол. Wydział Teologiczny)
- Факультет права та управління (пол. Wydział Prawa i Administracji)
- Факультет фізкультури та здорового способу життя (пол. Wydział Kultury Fizycznej i Promocji Zdrowia)
- Факультет управління (в Яроцині) (пол. Wydział Administracji w Jarocinie)
- Факультет економіки (у Валчі) (пол. Wydział Ekonomii w Wałczu)
- Соціально-Економічний факультет (у Ґожув-Велькопольському) (пол. Wydział Społeczno-Ekonomiczny w Gorzowie Wielkopolskim)

## Корпуси факультетів
|              |
| Гуманітарний |

|              |
| Філологічний |

|                                 |
| Економічних наук та менеджменту |

|                                 |
| Менеджменту та економіки послуг |

|          |
| Біології |

|                |
| Наук про Землю |

|                     |
| Математико-фізичний |

|             |
| Теологічний |

|                     |
| Права та управління |